# Louis Maillard
Louis Maillard (Vevey, 28 de setembro de 1867 – 7 de janeiro de 1938) foi um astrônomo suíço.
Em 1902 sucedeu Charles Dufour (1827–1902) como professor de astronomia e matemática na Universidade de Lausanne.
Foi palestrante convidado do Congresso Internacional de Matemáticos de Estrasburgo em 1920 (Mise au point des hypothèses cosmogoniques nébulaires).

## Obras
- Cosmogonie et gravitation. 1922
- Quand la lumière fut. 2 Bände, 1922, 1923 (populärwissenschaftliches Buch über Kosmologie und ihre Geschichte)